# Mutágeno X
Mutágeno X (MX) o 3-cloro-4-(diclorometil)-5-hidroxi-5H-furan-2-ona es un subproducto de la desinfección del agua por la cloración. MX es producida por la reacción del cloro con los ácidos húmicos naturales. 
MX se encuentra en el agua potable clorada de todo el mundo y es un carcinógeno medioambiental conocido por causar varios tipos de cáncer en ratas cuando se presenta en concentraciones suficientemente altas. Está clasificado por la Agencia Internacional para la Investigación del Cáncer como un carcinógeno del grupo 2B, lo que significa que es "posiblemente carcinógeno para los humanos". Aunque la concentración de MX en el agua potable es de 100 a 1000 veces más bajas que otros subproductos de la cloración como los trihalometanos. MX puede tener un papel en el aumento del riesgo de cáncer que se ha asociado al consumo de las aguas cloradas por su potencia induciendo daño en el ADN.